# Tibetische Teekultur

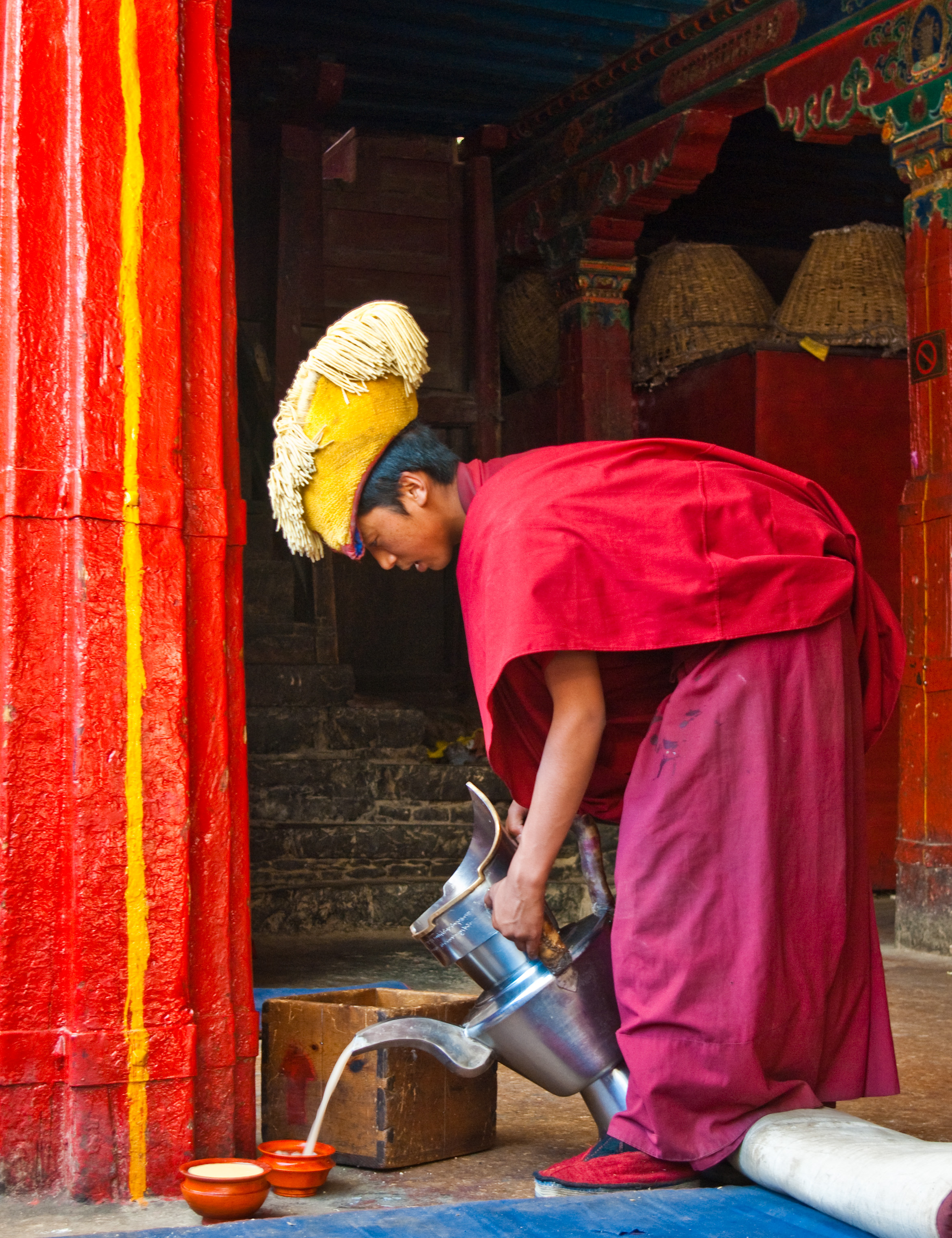
Tibetischer Mönch beim Einschenken von Buttertee

Die Tibetische Teekultur ist später entstanden als die Chinesische Teekultur und wurde zunächst stark von dieser beeinflusst; der erste Tee kam den Überlieferungen zufolge während der chinesischen Tang-Dynastie nach Tibet. Tee ist heute das mit Abstand gebräuchlichste Alltagsgetränk der Tibeter und wird entweder als salziger (Yak-)Buttertee oder als gesüßter (Yak-)Milchtee getrunken.

## Geschichte
In den Geschichten des Volkes wird die Einführung des Tees der chinesischen Prinzessin Wen Cheng zugeschrieben, die im Jahr 641 als Ehefrau des Herrschers Songtsen Gampo an den tibetischen Hof kam. Doch auch unabhängig von dieser Prinzessin entwickelte sich ein lebhafter Handel mit dem Kaiserreich China, bei dem die Tibeter Pferde gegen chinesischen Tee tauschten. Die entsprechende Handelsroute wird als Tea-Horse Trade Route (Tee-Pferde-Handelsweg) bezeichnet. Stationen befanden sich in Lhasa, Sa’gya, Xigazê, Gyangzê, Maizhokunggar, Lharze und Ongren.
Die Gewohnheit des Teetrinkens breitete sich in Tibet wie in China allmählich von den höheren Schichten ausgehend im Volk aus. Dazu trug auch der Buddhismus bei, denn die Mönche tranken während ihrer Meditationen Tee, um wach zu bleiben, und sorgten für eine weitere Popularisierung des Getränks. Der tibetische Buddhismus entwickelte sich eigenständig weiter und brachte auch eine eigene Teekultur hervor. Tee gilt als Geschenk Buddhas und als dementsprechend wertvoll. In den Tempeln der tibetischen Lamas galt er als heiliges Getränk. In dem Buch Reise durch das Tatarenreich. Tibet und China, das um 1800 erschienen ist, wird eine Teezeremonie in einem solchen Tempel beschrieben: „Die auf dem Altar stehenden Teekannen und -schalen mit goldenen Untertassen sind alle aus grüner Jade hergestellt und sehen sehr elegant aus. Der Großlama-Tempel Kawenbamu tut sich besonders hervor. (…) Bei den großen Teeveranstaltungen wird an alle Lamas von einem Stifter Tee ausgegeben. (…) Das Tee-Einschenken wird feierlich zelebriert. Die Lamas (…) sitzen in mehreren Reihen (…) und der Stifter kniet auf dem Boden und singt Hymnen. Ist der Stifter reich, wird der Tee mit Zutaten wie Butter gemischt.“
Für die Tibeter ist Tee auch im Alltag ein Symbol für Freundschaft, Verehrung, Reinheit und Glück.

## Teezubereitung
Das wichtigste Getränk in Tibet ist der Buttertee, der mehrmals täglich getrunken wird. Dieser Tee wird mit Salz und Yakbutter zubereitet und entspricht daher für den westlichen Geschmack eher einer dünnen Brühe. Er spielt für die Ernährung in dieser extremen Klimazone eine große Rolle, denn er ist nährend und wärmend. Außerdem regt er die Verdauung an, was wichtig ist, da sich die Tibeter vorwiegend von Fleisch ernähren, das vor allem die Yaks liefern.
In der Regel werden für die tägliche Teezubereitung keine losen Blätter verwendet, sondern gepresste Teeziegel, wie sie früher auch in China üblich waren. Sie kommen aus Sichuan und Yunnan. Ein Teil dieses Ziegels wird zu Pulver zerstampft, in einen mit Wasser gefüllten Kessel gegeben und über dem Feuer längere Zeit geköchelt. So entsteht gewissermaßen die Teebasis. Dieses Konzentrat wird dann in ein großes längliches Holzgefäß gegeben und dort mit Butter und Salz verrührt. Diese Mischung wird erneut im Kessel erhitzt, bevor der Buttertee dann serviert wird. Die Teeschalen sind je nach Wohlstand aus Jade, Keramik, Silber oder (meistens) aus Holz.
Außerdem ist gesüßter Milchtee verbreitet, vor allem bei den Nomaden, die Viehzucht betreiben. Der Tee wird hierfür ebenfalls in einem Kessel aufgekocht, zusammen mit Zucker und Milch. Der Milchtee ist in Tibet erst seit rund 100 Jahren bekannt; diese Zubereitungsart wurde von muslimischen Geschäftsreisenden übernommen. In den 1920er Jahren öffneten die ersten Teehäuser in Lhasa, waren aber den Oberschichten vorbehalten und bis in die 1980er Jahre auch ausschließlich den Männern.

## Teesitten
Traditionell wird Gästen als Geste der Freundschaft Tee serviert. Es ist üblich, diesen Tee in kleinen Schlucken zu trinken und dabei die Qualität und den Geschmack zu loben. Sobald ein Gast seine Schale etwa zur Hälfte geleert hat, gießt der Gastgeber frischen Tee nach. Erst zum Abschied wird die Schale vollständig leer getrunken.
Gelegentlich sieht man Tibeter, die vor dem Trinken eine Fingerspitze mit Tee benetzen und durch Schnipsen des Fingers die Flüssigkeit versprühen. Dieses „Opfer“ ist an die „Hungrigen Geister“ gerichtet, einer Stufe der Wiedergeburten in der tibetischen Glaubensvorstellung.
Die Mönche in den Klöstern haben eigene Teerituale. Jeden Morgen nach der Andacht versammeln sie sich, um gemeinsam Buttertee zu trinken und ein Gericht namens Tsampa (Brei aus Buttertee und gerösteter Gerste) zu essen. Mittags versammeln sie sich erneut zum Gebet und rezitieren heilige Schriften; dabei trinken sie Tee. Am Abend gibt es erneut eine Zusammenkunft der Mönche, um zu beten und Tee zu trinken.